# 维多利亚广场 (伯明翰)

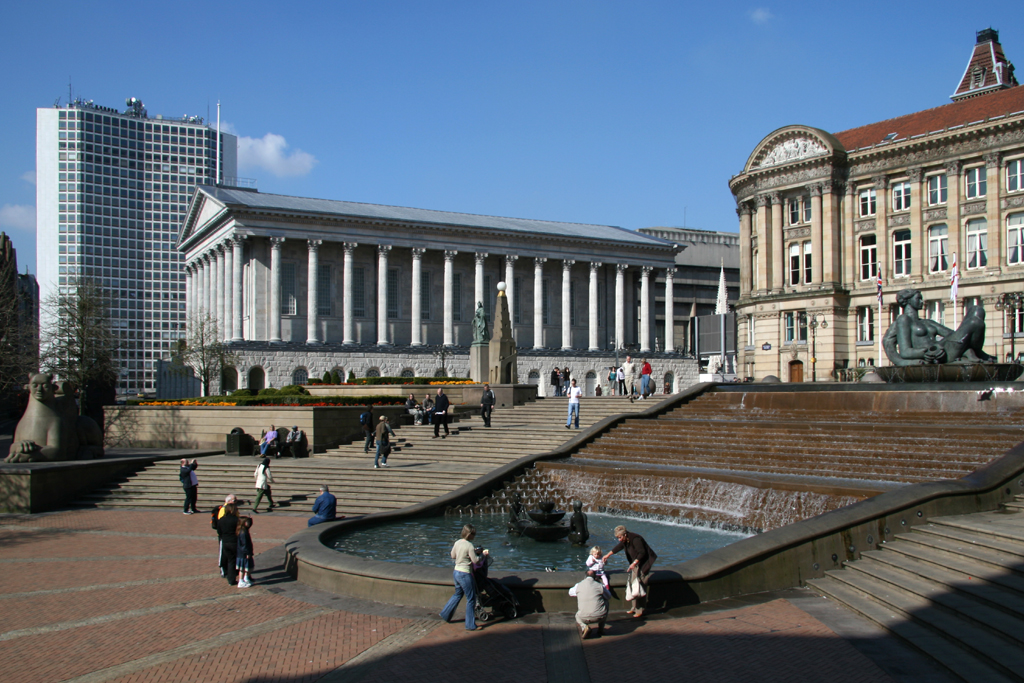
维多利亚广场

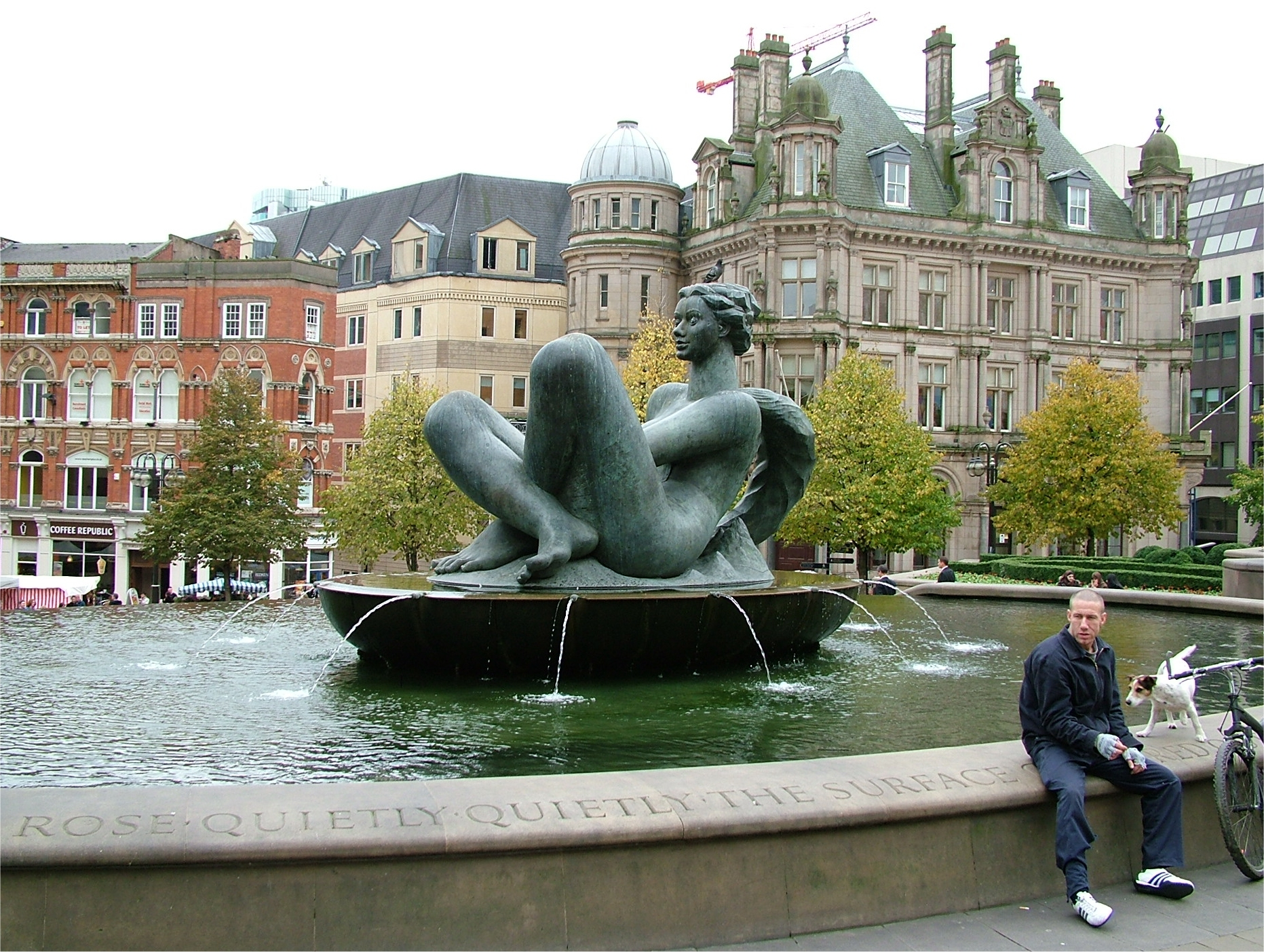
《河流》喷泉

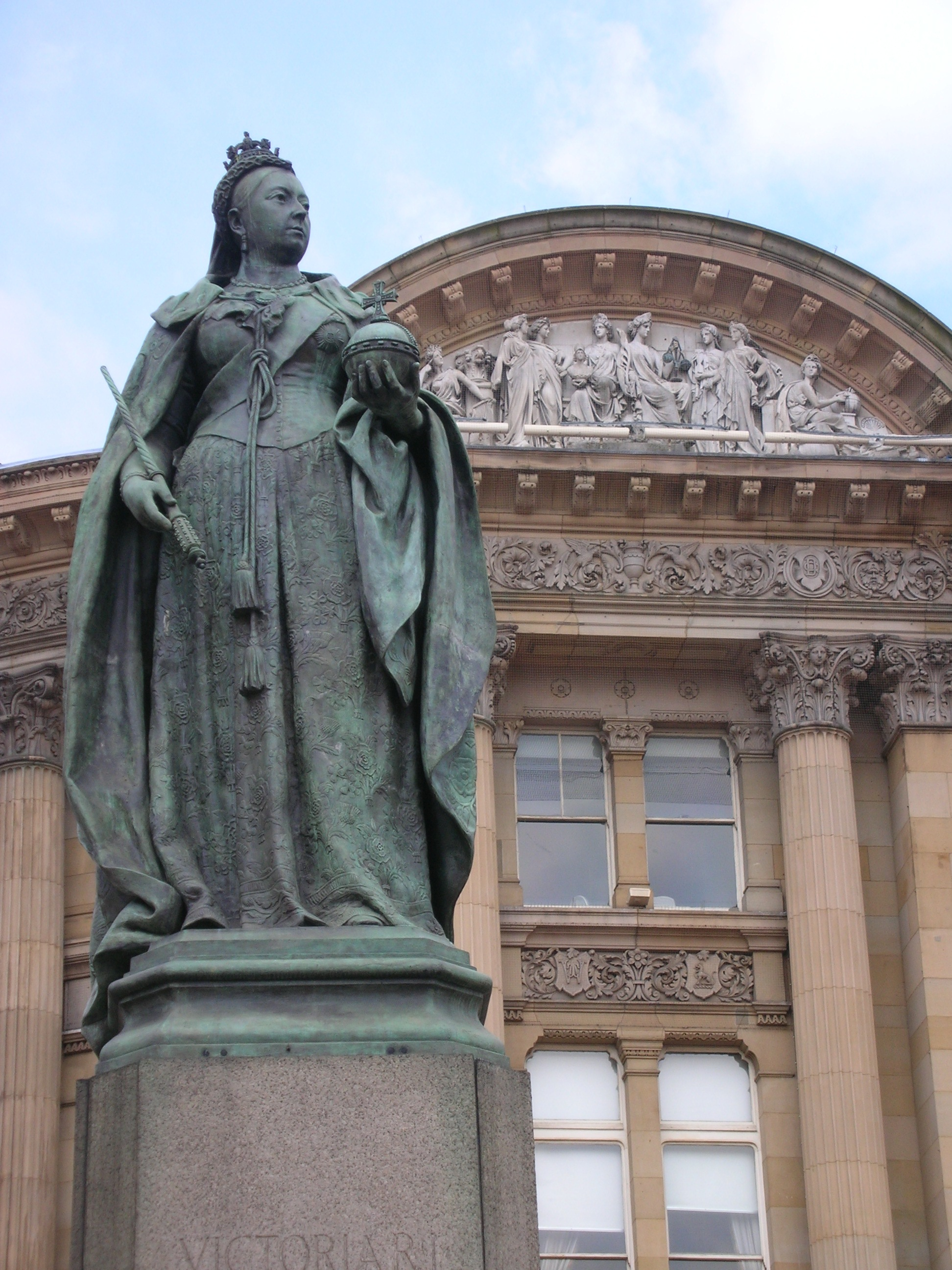
维多利亚女王雕像

维多利亚广场（Victoria Square）是英格兰伯明翰的中心广场，与张伯伦广场毗邻。它位于Bull Ring和Brindleyplace之间的主要步行路线上，Colmore Row、新街和天堂街三条主要道路交汇于此。广场上坐落着伯明翰市政厅和市议会（Council House）。伯明翰座堂距离广场很近。